# チェレンツァ・スル・トリーニョ
チェレンツァ・スル・トリーニョ（イタリア語: Celenza sul Trigno）は、イタリア共和国アブルッツォ州キエーティ県にある、人口約900人の基礎自治体（コムーネ）。

## 地理

### 位置・広がり

#### 隣接コムーネ
隣接するコムーネは以下の通り。括弧内のCBはカンポバッソ県（モリーゼ州）所属を示す。
- カルンキオ
- モンテファルコーネ・ネル・サンニオ (CB)
- モンテミトロ (CB)
- パルモリ
- ロッカヴィヴァーラ (CB)
- サン・ジョヴァンニ・リピオーニ
- トッレブルーナ
- トゥフィッロ